# Émile Gos
Pour les articles homonymes, voir Gos (homonymie).
Émile Gos, né à Genève le 8 août 1888 et mort à Lausanne le 8 juillet 1969, est un photographe vaudois.

## Biographie
Troisième fils du peintre de montagne Albert Gos, Émile Gos suit un apprentissage de photographie chez Rodolphe Schlemmer à Montreux, puis complète sa formation en suivant des stages à Paris et à Londres. 
En 1914, Émile Gos reprend l'atelier de Robert de Greck à Lausanne et se consacre au portrait. Passionné de montagne, il fait du paysage alpin sa spécialité et tourne en 1922 le film La Croix du Cervin, d'après un scénario de son frère Charles. Il poursuit son activité à Lausanne jusqu'en 1965.

## Sources
- « Émile Gos », sur la base de données des personnalités vaudoises sur la plateforme « Patrinum » de la Bibliothèque cantonale et universitaire de Lausanne.
- Daniel Girardin, « Émile Gos » dans le Dictionnaire historique de la Suisse en ligne, version du 9 juillet 2004..
- Œuvres Souvenirs d'un chasseur d'images, 1982 Fonds d'archives Fonds, MELCollection M + M Auer, p. 403 Musée de Lausanne, département des collections photographiques catalogue
- in 19-39, La Suisse romande entre les deux guerres, 1986, 261-263

### Ressources et notices
- Notices d'autorité :   - VIAF
  - ISNI
  - IdRef
  - LCCN
  - GND
  - WorldCat
- Notice dans un dictionnaire ou une encyclopédie généraliste :   - Dictionnaire historique de la Suisse
- Ressources relatives aux beaux-arts :   - Bridgeman Art Library
  - RKDartists
  - SIKART